# Lawrence Morgan
Pour les articles homonymes, voir Morgan.
Lawrence Morgan, né le 5 février 1918 à Yea et mort le 15 août 1997 à Castlemaine, est un cavalier australien de concours complet.

## Carrière
Lawrence Morgan participe aux Jeux olympiques d'été de 1960 à Rome et remporte les médailles d'or des épreuves individuelle et par équipe de concours complet sur son cheval Salad Days.